# Liste der State-, U.S.- und Interstate-Highways in Oklahoma
Dies ist eine Liste der State-, U.S.- und Interstate-Highways im US-Bundesstaat Oklahoma.

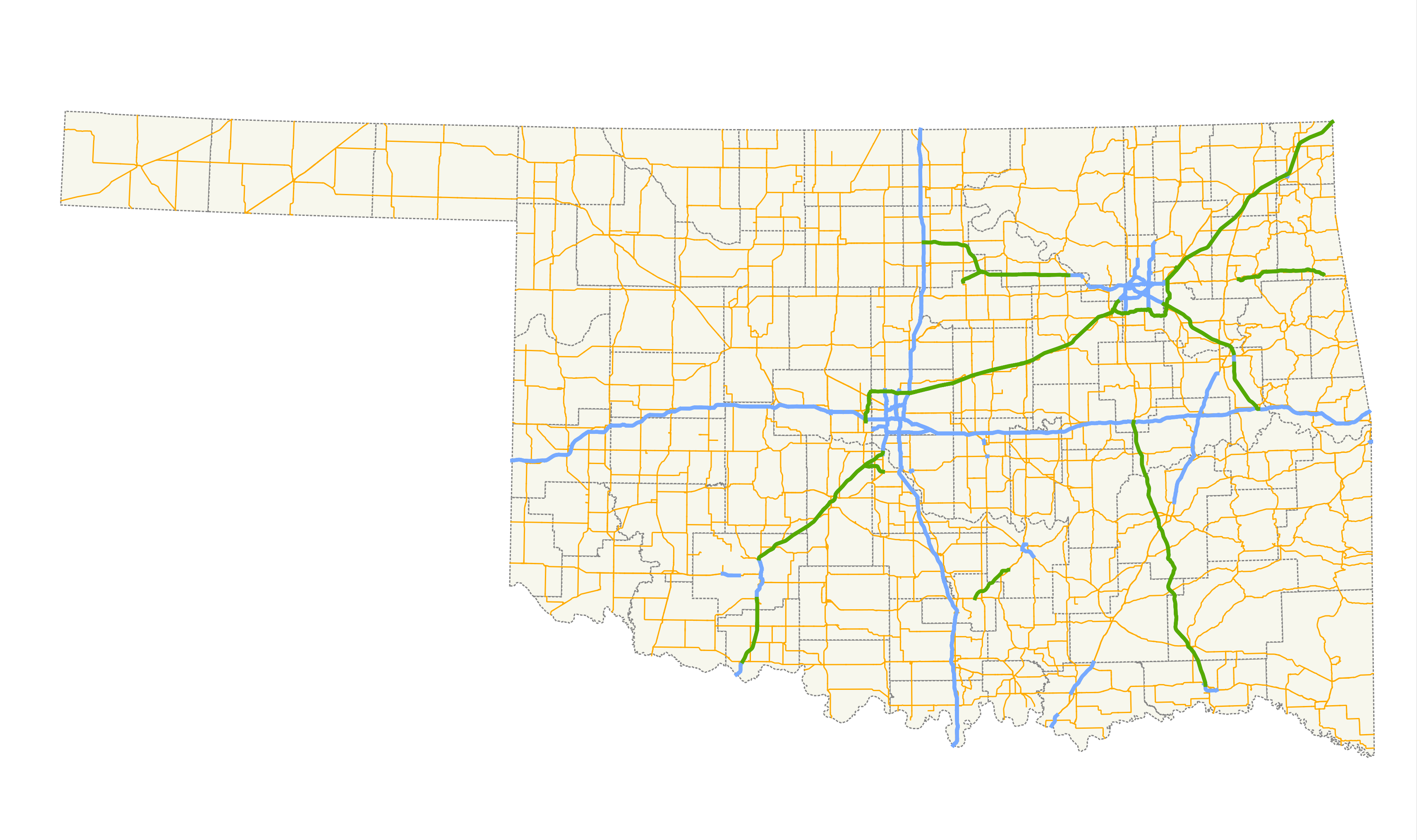
Highway-Netz in Oklahoma

State Highway-Beschilderung in Oklahoma

## State Routes

### Gegenwärtige Strecken
- Oklahoma State Highway 1
- Oklahoma State Highway 2
- Oklahoma State Highway 3
- Oklahoma State Highway 4
- Oklahoma State Highway 5
- Oklahoma State Highway 6
- Oklahoma State Highway 7
- Oklahoma State Highway 8
- Oklahoma State Highway 9
- Oklahoma State Highway 10
- Oklahoma State Highway 11
- Oklahoma State Highway 14
- Oklahoma State Highway 15
- Oklahoma State Highway 16
- Oklahoma State Highway 17
- Oklahoma State Highway 18
- Oklahoma State Highway 19
- Oklahoma State Highway 20
- Oklahoma State Highway 22
- Oklahoma State Highway 23
- Oklahoma State Highway 24
- Oklahoma State Highway 25
- Oklahoma State Highway 26
- Oklahoma State Highway 27
- Oklahoma State Highway 28
- Oklahoma State Highway 29
- Oklahoma State Highway 30
- Oklahoma State Highway 31
- Oklahoma State Highway 32
- Oklahoma State Highway 33
- Oklahoma State Highway 34
- Oklahoma State Highway 35
- Oklahoma State Highway 36
- Oklahoma State Highway 37
- Oklahoma State Highway 38
- Oklahoma State Highway 39
- Oklahoma State Highway 40A
- Oklahoma State Highway 42
- Oklahoma State Highway 43
- Oklahoma State Highway 44
- Oklahoma State Highway 45
- Oklahoma State Highway 46
- Oklahoma State Highway 47
- Oklahoma State Highway 48
- Oklahoma State Highway 49
- Oklahoma State Highway 50
- Oklahoma State Highway 51
- Oklahoma State Highway 52
- Oklahoma State Highway 53
- Oklahoma State Highway 54
- Oklahoma State Highway 55
- Oklahoma State Highway 56
- Oklahoma State Highway 58
- Oklahoma State Highway 59
- Oklahoma State Highway 63
- Oklahoma State Highway 64B
- Oklahoma State Highway 64D
- Oklahoma State Highway 65
- Oklahoma State Highway 66
- Oklahoma State Highway 67
- Oklahoma State Highway 69A
- Oklahoma State Highway 70A
- Oklahoma State Highway 70B
- Oklahoma State Highway 70C
- Oklahoma State Highway 70D
- Oklahoma State Highway 70E
- Oklahoma State Highway 70F
- Oklahoma State Highway 71
- Oklahoma State Highway 72
- Oklahoma State Highway 73
- Oklahoma State Highway 74
- Oklahoma State Highway 76
- Oklahoma State Highway 77C
- Oklahoma State Highway 77D
- Oklahoma State Highway 77H
- Oklahoma State Highway 77S
- Oklahoma State Highway 78
- Oklahoma State Highway 79
- Oklahoma State Highway 80
- Oklahoma State Highway 81A
- Oklahoma State Highway 82
- Oklahoma State Highway 83
- Oklahoma State Highway 84
- Oklahoma State Highway 85
- Oklahoma State Highway 86
- Oklahoma State Highway 87
- Oklahoma State Highway 88
- Oklahoma State Highway 89
- Oklahoma State Highway 91
- Oklahoma State Highway 92
- Oklahoma State Highway 93
- Oklahoma State Highway 94
- Oklahoma State Highway 95
- Oklahoma State Highway 96
- Oklahoma State Highway 97
- Oklahoma State Highway 98
- Oklahoma State Highway 99
- Oklahoma State Highway 100
- Oklahoma State Highway 101
- Oklahoma State Highway 102
- Oklahoma State Highway 104
- Oklahoma State Highway 105
- Oklahoma State Highway 108
- Oklahoma State Highway 109
- Oklahoma State Highway 110
- Oklahoma State Highway 112
- Oklahoma State Highway 113
- Oklahoma State Highway 115
- Oklahoma State Highway 116
- Oklahoma State Highway 117
- Oklahoma State Highway 120
- Oklahoma State Highway 123
- Oklahoma State Highway 125
- Oklahoma State Highway 127
- Oklahoma State Highway 128
- Oklahoma State Highway 130
- Oklahoma State Highway 131
- Oklahoma State Highway 132
- Oklahoma State Highway 133
- Oklahoma State Highway 135
- Oklahoma State Highway 136
- Oklahoma State Highway 137
- Oklahoma State Highway 141
- Oklahoma State Highway 142
- Oklahoma State Highway 144
- Oklahoma State Highway 145
- Oklahoma State Highway 146
- Oklahoma State Highway 147
- Oklahoma State Highway 149
- Oklahoma State Highway 150
- Oklahoma State Highway 151
- Oklahoma State Highway 152
- Oklahoma State Highway 153
- Oklahoma State Highway 156
- Oklahoma State Highway 162
- Oklahoma State Highway 164
- Oklahoma State Highway 165
- Oklahoma State Highway 166
- Oklahoma State Highway 167
- Oklahoma State Highway 171
- Oklahoma State Highway 199
- Oklahoma State Highway 209
- Oklahoma State Highway 251A
- Oklahoma State Highway 259A
- Oklahoma State Highway 266
- Oklahoma State Highway 270
- Oklahoma State Highway 271A
- Oklahoma State Highway 281A
- Oklahoma State Highway 325
- Oklahoma State Highway 351
- Oklahoma State Highway 364
- Oklahoma State Highway 412A
- Oklahoma State Highway 412B
- Oklahoma State Highway 412P

### Außer Dienst gestellte Strecken
- Oklahoma State Highway 12
- Oklahoma State Highway 13
- Oklahoma State Highway 21
- Oklahoma State Highway 40
- Oklahoma State Highway 41
- Oklahoma State Highway 57
- Oklahoma State Highway 60
- Oklahoma State Highway 61
- Oklahoma State Highway 62
- Oklahoma State Highway 68
- Oklahoma State Highway 69
- Oklahoma State Highway 70
- Oklahoma State Highway 75
- Oklahoma State Highway 77
- Oklahoma State Highway 90
- Oklahoma State Highway 103
- Oklahoma State Highway 106
- Oklahoma State Highway 107
- Oklahoma State Highway 111
- Oklahoma State Highway 114
- Oklahoma State Highway 118
- Oklahoma State Highway 119
- Oklahoma State Highway 121
- Oklahoma State Highway 122
- Oklahoma State Highway 124
- Oklahoma State Highway 126
- Oklahoma State Highway 129
- Oklahoma State Highway 134
- Oklahoma State Highway 138
- Oklahoma State Highway 139
- Oklahoma State Highway 140
- Oklahoma State Highway 143
- Oklahoma State Highway 148
- Oklahoma State Highway 154
- Oklahoma State Highway 155
- Oklahoma State Highway 157
- Oklahoma State Highway 158
- Oklahoma State Highway 159
- Oklahoma State Highway 160
- Oklahoma State Highway 161
- Oklahoma State Highway 163
- Oklahoma State Highway 170
- Oklahoma State Highway 198
- Oklahoma State Highway 251
- Oklahoma State Highway 298
- Oklahoma State Highway 299

## U.S. Highways

### Gegenwärtige Strecken
- U.S. Highway 54
- U.S. Highway 56
- U.S. Highway 59
- U.S. Highway 60
- U.S. Highway 62
- U.S. Highway 64
- U.S. Highway 69
- U.S. Highway 70
- U.S. Highway 75
- U.S. Highway 77
- U.S. Highway 81
- U.S. Highway 83
- U.S. Highway 169
- U.S. Highway 177
- U.S. Highway 183
- U.S. Highway 259
- U.S. Highway 266
- U.S. Highway 270
- U.S. Highway 271
- U.S. Highway 277
- U.S. Highway 281
- U.S. Highway 283
- U.S. Highway 287
- U.S. Highway 377
- U.S. Highway 385
- U.S. Highway 412

### Außer Dienst gestellte Strecken
- U.S. Highway 66
- U.S. Highway 73
- U.S. Highway 164

## Interstates

### Gegenwärtige Strecken
- Interstate 35
- Interstate 40
- Interstate 44
- Interstate 235
- Interstate 240
- Interstate 244
- Interstate 444

### Außer Dienst gestellte Strecken
- Interstate 440